# Thermo King
Thermo King est une société américaine fondée en 1938 par Joe Numero et Fred Jones. Elle conçoit et distribue des groupes frigorifiques pour le transport sous température dirigée.
Rachetée en 1962 par Westinghouse puis en 1997 par Ingersoll Rand.